# 100th Black Market
Barettofiriatachi no Yami-Ichiba ~ 100th Black Market (яп. バレットフィリア達の闇市場 〜 100th Black Market, Бареттофіріа-тачі но Яміїчіба, досл. «Чорний ринок кулефілів 〜 Сотий чорний ринок») — гра 2022 в жанрі bullet hell та скрол-шутер, розроблена Team Shanghai Alice. Вперше анонсована на Touhou Yomoyama News 21 липня, 2022, випущена на 100-ий Комікет 14 серпня, 2022, і Steam того самого дня.

## Ігролад
Ігролад складається зі збирання карток здібностей. Гра має схожість на ігри жанру roguelike, через напіввипадкову послідовність хвиль на рівні, і боїв з босами в кінці кожного з них. Після кожної хвилі гравець може купити по кілька карток залежно від наявних коштів, або ж пропустити чорний ринок, щоб мати більше валюти на наступний.

## Сюжет
Події розгортаються після Unconnected Marketeers, в 100th Black Market, Маріса Кірісаме вирушає сама розслідувати інцидент, коли вартість карт здібностей зростає через відкриття чорного ринку, в які боги не можуть втрутитися.

## Розробка
Анонс 100th Black Market відбувся в блозі ZUN'а наприкінці липня 2022 року, а реліз відбувся 14 серпня 2022 року. Гру було створено на честь 100-го Комікету та 25-ї річниці серії Touhou Project.

## Критика
IGN Japan поставили 100th Black Market оцінку 8/10. Хата Фумінобу з IGN Japan зазначив, що випадкова генерація рівнів створює тиск на гравців, похвалив кількість персонажів в грі, що створюють відчуття возз'єднання, але розкритикував гру за нестачу сюжету та нових пісень.